# Micromanía
Micromanía è una rivista spagnola di videogiochi. È stata fondata nel maggio 1985 dall'editore HobbyPress, parte del gruppo mediatico Axel Springer.

## Storia
Micromanía è una delle prime riviste in Europa esclusivamente dedicate ai videogiochi. È stato pubblicato per la prima volta subito dopo il lancio di MicroHobby, realizzato pochi mesi prima dallo stesso editore. La rivista, nei suoi primi due periodi, copre l'età d'oro del software spagnolo. Micromanía celebra il suo 25° anniversario nel 2010. Nel luglio 2012, Axel Springer ha interrotto la pubblicazione della rivista, concentrando la copertura delle notizie sui videogiochi con l'altra rivista Hobby Consolas. Il team della rivista continua la rivista in modo indipendente, ancora pubblicata, da BlueOcean Publishing. · .